# Bolitoglossa psephena
Bolitoglossa psephena es una especie de salamandra de la familia Plethodontidae.
Es endémica del departamento de Chimaltenango (Guatemala).